# Langues karens
« Karen (langue) » redirige ici.  Pour le peuple karen, voir Karens. Pour les autres significations, voir Karen.
Les langues karens ou karènes (également appelées langues karéniques pour y inclure les langues karènes proprement dites) sont parlées principalement en Birmanie (Myanmar), et, dans une moindre mesure, en Thaïlande par environ quatre millions de personnes. Elles constituent une sous-branche de la branche birmane dans la famille tibéto-birmane, qui fait partie elle-même du groupe des langues sino-tibétaines. Quatre langues prédominent par ordre d'importance : le karène sgaw, la plus répandue, le karène pwo, le kayah et le karène pa-o, à l'intérieur desquelles peuvent exister des dialectes plus ou moins différenciés (c'est le cas du karène pwo oriental et du karène pwo occidental, et du kayah oriental et du kayah occidental ou kayah li).

## Localisation
Ces langues sont parlées principalement dans quatre régions :
- Le delta de l'Irrawaddy en Birmanie (Myanmar) pour le karène sgaw et le karène pwo occidental, en particulier dans la région de Pa Thein (Bassein).
- Dans les Monts Yama en Birmanie (Myanmar), Division de Pégou (Bago) entre les cours de l'Irrawaddy et du Sittang pour le karène sgaw.
- Les États Kayah et Karen (Kayin) où prédominent le kayah (li) dans le premier, le karène sgaw et le karène pwo dans le second. Il faut ajouter, plus au Nord, le Sud-Ouest de l'État Shan où sont parlés le karène pa-o (ou taungthu) et le padaung.
- Toute la zone frontalière Birmanie-Thaïlande du Nord au Sud : de l'État Kayah à la Division du Tenasserim (Tanintharyi), côté birman ; de la province de Chiang Rai à celle du Tak pour le karène sgaw, de la province du Tak à celle de Prachuap Khiri Khan pour le karène pwo, côté thaïlandais.

## Classement et apparentements
Leur rattachement à la branche tibéto-birmane a été contestée du fait de leur structure syntaxique SVC (sujet - verbe - complément), à l'exception du baï, notoirement influencé par le chinois. Mais ce débat est clos depuis les travaux de Luces et de Jones R.B., cette caractéristique n'étant plus tenue pour essentielle en linguistique et s'expliquant en l'occurrence par l'environnement linguistique môn ou Thaï des langues karéniques.
Cependant, l'expression « famille sino-tibétaine » est encore contestée non pas sur la structure syntaxique mais sur le modèle de formation lexical des langues karéniques et tibétaines, qui sont agglutinantes comme le mongol ou le japonais, alors que les langues sinétiques et thaïes utilisent un processus lexical isolant monosyllabique. Si cette hypothèse est retenue, les langues karéniques, birmanes occidentales et tibétaines formeraient une sous-famille « tibéto-birmanes », séparée de la sous-famille « sino-thaïe » où se classeraient les autres langues chinoises, thaïes et les langues birmanes orientales comme le baï, proches du thaï et du mandarin, à l'exception des langues minoritaires Langues môn-khmères du sud de la Birmanie, déjà classées à part de la famille sino-tibétaine.
On distingue généralement quatre sous-branches constituées par :
- le karène « standard» (ou karène sgaw), parlé par les Karènes sgaw (ou Paganyaw)
- le karène pwo (subdivisé en pwo occidental et pwo oriental), parlé par les Karènes « blancs » (ou Karènes pwo),
- le pa-o (ou taung thu), parlé par les Karènes « noirs » (ou Karènes pa-o), et
- le kayah (subdivisé en kayah occidental ou kayah li du côté birman, et en kayah oriental, variété peut-être disparue aujourd'hui) parlé par les Karènes « rouges » (ou Karennis),

Le bwe étant parfois considéré comme la quatrième sous-branche dont le kayah ne serait qu'un rameau. Il existe bien d'autres parlers aux locuteurs peu nombreux dont on ignore s'il s'agit de variantes dialectales ou de langues différentes, le risque étant de confondre langue et ethnonyme. Les langues karéniques n'ont guère été étudiées avant les années soixante, et aujourd'hui encore certaines d'entre elles, comme le pa-o sont mal connues ; il est donc impossible d'en établir une classification et encore moins un arbre généalogique définitifs.
Leur diversité est assez marquée pour compliquer l'incompréhension entre plusieurs d'entre elles. C'est le cas, par exemple entre le pwo occidental et le pwo oriental : la dispersion géographique, l'absence d'organisation politique supra-villageoise, les obstacles historiques à la constitution d'une unité nationale karène, ont empêché l'émergence d'une langue pwo unifiée, phénomène caractéristique de bien des minorités ethniques. Néanmoins le karène sgaw, parce qu'il est la langue de la majorité des Karènes chrétiens et de ceux engagés dès le début du XXe siècle dans les organisations nationalistes est celle dans laquelle la « nation karène » s'exprime, combat, défend sa culture. Un hymne national, un texte sur le drapeau karène ont été écrits en karène sgaw. Il existe plusieurs sites web.
Alors que les structures syntaxiques sont le plus souvent identiques, les différences sont surtout d'ordre phonétique ; le karène pwo présente ainsi des voyelles et diphtongues nasales qui n'existent pas ailleurs.

## Caractéristiques communes

### Phonologie
- Comme la plupart des langues sino-tibétaines, elles sont  tonales, isolantes et originellement monosyllabiques : une syllabe correspond le plus souvent à un morphème.
- La structure de la syllabe est la suivante : C¹(C²)V T (consonne, voyelle, ton). S'il existe deux consonnes groupées à l'initiale, la seconde ne peut être que [w], [l], [ɣ], [r], [j]. La voyelle peut être une nasale en Pwo, mais pas en Sgaw.
- Elles présentent une relative richesse vocalique : neuf voyelles en Sgaw, une quinzaine de voyelles et diphtongues en Pwo (à cause des nasales).
- Elles ont une série d'occlusives sourdes aspirées notées ici : « hp » - « ht » - « htch » - « hk »

ainsi qu'une interdentale sourde [θ]  (le phonème écrit th en anglais), un arrêt glottal « ? », un « r » non roulé /ɣ/ ou /ʁ/  et un « R » roulé [r].
Les tableaux suivants présentent en caractères gras les phonèmes communs à différentes langues karéniques : le Sgaw de Bassein, Moulmein (Birmanie) et Massariang (Thaïlande, Province de Tak), le Western Pwo de Bassein et Kyonbaw, l'Eastern Pwo de Moulmein, Tavoy et Hpa-An, le Taungthu ou Pa-O, le Kayah-li ou Karenni des environs de Mae Hong Son (Thaïlande, Province du Tak) ; les autres phonèmes sont propres à certains de ces parlers;

#### Consonnes
|               |               | Labiales | Dentales | Alveolaires | Post-alvéol. | Palatales | Vélaires | Glottales |
| ------------- | ------------- | -------- | -------- | ----------- | ------------ | --------- | -------- | --------- |
| Nasales       | Nasales       | m        | n        |             |              | ɲ         | ŋ        |           |
| Occlusives    | sourdes       | p        |          | t           |              |           | k        | ?         |
| Occlusives    | sonores       | b et ɓ 1 |          | d / ɗ 1     |              |           |          |           |
| Occlusives    | aspirées      | pʰ       |          | tʰ          |              |           | kʰ       |           |
| Affriquées    | non aspirées  |          |          |             |              | c2        |          |           |
| Affriquées    | aspirées      |          |          |             |              | cʰ2       |          |           |
| Fricatives    | sourdes       |          | θ3       | s           | ɕ ou ʃ       | ɕ ou ʃ    | χ4       | h         |
| Fricatives    | sonores       |          |          |             |              |           | ɣ4 ou ʁ  |           |
| Fricatives    | aspirées      |          |          | sʰ          |              |           |          |           |
| Vibrante      | Vibrante      |          |          |             | r5           |           |          |           |
| Latérale      | Latérale      |          |          |             | l            |           |          |           |
| Semi-consonne | Semi-consonne |          | w6       |             |              |           | j        |           |

1- Implosives. En Western Pwo (dialecte de Kyonbaw), il existe trois occlusives sonores : une injective /b/  et deux implosives /ɓ/ et /ɗ/.

2- Ces affriquées alvéo-palatales peuvent être prononcées respectivement /s/ et /sʰ/ en Eastern Pwo, /k/ et /kʰ/ en Western Sgaw.

3- Cette interdentale sourde  /θ/ (identique au th sourd anglais) est présente dans tous les parlers, sauf en Kayah et en Taunthu/Pa-O. Elle est généralement prononcée « s » en Thaïlande.

4- Ces consonnes fricatives vélaires sont présentes dans tous les parlers, sauf en Kayah et en Taunthu/Pa-O.

5- /ɹ/ en Western Pwo ; peut être proche du /l/ en Eastern Pwo et parfois en Taunghtu/Pao.

6- /w/  peut être prononcé/v/ en Kayah, et en Taungthu s'il est en position initiale.

7- /j/   peut être prononcé /ʝ/, /z/, parfois /ʒ/ en Sgaw de Thaïlande.

#### Voyelles communes au Sgaw, au Taungthu-Pa-O et au Kayah (Li)
|             | Antérieures | Centrales | Postérieures |
| ----------- | ----------- | --------- | ------------ |
| Fermées     | i           |           | ɯ1 u         |
| Mi-fermées  | e           |           | o            |
| Moyenne     |             | ǝ /ɤ      | ǝ /ɤ         |
| Mi-ouvertes | ε           |           | ʌ2 ɔ         |
| Ouverte     |             | a         |              |

1- Le [ɯ] se prononce comme un [u], mais sans arrondir les lèvres.
2- Seul, le Kayah possède un /ʌ / le u de but  en anglais
À l'exception de ces deux phonème et du ɤ souvent réalisé comme un ə, le « e » de « je », ces voyelles sont identiques à celles du français.
Le Taungthu-Pao possède en outre deux diphtongues /ai/ et /ei/

#### Voyelles et diphtongues du Pwo
| Orales          | Orales      | Orales      | Orales    | Orales       | Nasales     | Nasales   | Nasales      |
|                 |             | Antérieures | Centrales | Postérieures | Antérieures | Centrales | Postérieures |
| Mono -phtongues |             |             |           |              |             |           |              |
| --------------- | ----------- | ----------- | --------- | ------------ | ----------- | --------- | ------------ |
| Mono -phtongues | Fermées     | i           | ɨ         | ɯ u          |             |           |              |
| Mono -phtongues | Mi-fermées  | e           |           | o            |             |           |              |
| Mono -phtongues | Moyenne     |             | ǝ /ɤ      | ǝ /ɤ         |             |           | ɤN oN        |
| Mono -phtongues | Mi-ouvertes | ε           |           | ɔ            |             |           |              |
| Mono -phtongues | Ouverte     |             | a         |              |             | aN        |              |
| Di -phtongues   |             |             |           |              |             |           |              |
| Mi-fermées      | ei          | ɤɯ          | ou        | eiN          | ɤɯN         | ouN       |              |
| Ouvertes        |             | ai          | au        |              | aiN         | auN       |              |

On trouvera une présentation distincte des consonnes et voyelles du Western-Pwo et des consonnes de l'Eastern-Pwo sur ces pages.

#### Tons
Les tons varient d'une langue à l'autre et même d'une région à l'autre. Ils se caractérisent le plus souvent par la présence de trois registres : haut, moyen et bas, combinés ou non d'un arrêt glottal ; le Pa-o a un ton haut descendant ; le Kayah un ton bas descendant. Leur hauteur relative et leur modulation sont variables.

### Grammaire
- Comme la plupart des langues sino-tibétaines, elles sont  tonales, isolantes et originellement monosyllabiques : une syllabe correspond le plus souvent à un morphème.
- L'ordre des mots dans la phrase simple est sujet-verbe-complément.

 ?ewé / ?aN' / mi_ /bé' /cepaN. /θô_      (E-Pwo)

                ?a_ / ?é   / di  / hpu' / jépu_ / hu'    (Kayah Li)

   lui/ manger /riz /comme /Japonais /comme/

       Il mange le riz comme un Japonais. 
- Le nom est invariable. On ajoute un nom ou un suffixe quand on a besoin de différencier le féminin du masculin : ainsi en Kayah (Li) hé, des Chinois ; hé mo_, une Chinoise ; hé phé, un Chinois ; en Sgaw, θ'raˌ, un enseignant, θ'raˌ-myˌ, une enseignante.
- Il existe une série de classificateurs qui s'emploient obligatoirement avec un nom compté :  hto ni dy (cochon/deux/class.animaux), deux cochons (E-Pwo) ; hpô'-θaˌ lwi_ ra (enfant/quatre/class.êtres humains), quatre enfants (Sgaw).
- Le verbe n'a pas de conjugaisons. Des particules placées devant ou après le verbe expriment diverses modalités:

ye/ ?oˌ mé /wi/li'/        (Sgaw)

    je /manger riz/finir/déjà/

           J'ai déjà mangé  
- Comme d'autres langues foncièrement monosyllabiques, les mots usuels sont formés d'une ou deux syllabes, parfois davantage, deux procédés de formation expliquant l'existence de formes plus longues : dérivation par l'adjonction de suffixes et composition par la réunion de deux nom et verbe ou verbe et nom. Ainsi en Sgaw, pra-chwô-hpô qui signifie élève(s) est composé de pra(classificateur êtres humains), de chwô (école) et de hpô (suffixe pour certaines catégories de personnes).
- Les langues Karen recourent à la sérialisation verbale (en) :

ye/xwé_/?aN'/kou'/    (Pwo)

je/acheter/manger/gâteau

J'ai acheté un gâteau et l'ai mangé.

## Systèmes d'écriture
Certains auteurs font état d'une ancienne écriture pratiquée par les Pa-os, dont témoigneraient des manuscrits appartenant à deux ou trois monastères de la région de Hsa-Tung, mais cette écriture est aujourd'hui indéchiffrable, et on ne peut que se montrer réservé devant des affirmations aussi fragiles. Seule est répandue l'écriture du Sgaw et, dans une bien moins grande mesure, du Pwo. Deux systèmes ont été créés au XIXe siècle. L'un appelé monastic script, fondé sur l'écriture môn a été mis au point par les monastères bouddhistes qui continuent à l'enseigner, en particulier dans l'état Karen ; l'autre mission script, fondé sur l'alphabet birman est utilisé  par les Pwo de l'ouest et par les Sgaw. Il a été élaboré en 1832 par un missionnaire baptiste américain, le Dr Jonathan Wade et dès 1841, il est utilisé dans un mensuel lancé par le DrMasson, le Hsar Du Ghaw qui ne disparaîtra qu'avec l'invasion japonaise. Un dictionnaire de Sgaw paraît en 1896.
Dans cet Alphasyllabaire dérivé au-delà du Birman des anciennes écritures indiennes, des signes diacritiques indiquant voyelle ou diphtongue s'adjoignent aux lettres représentant une consonne, sauf s'il s'agit du a qui est implicite. La syllabe se termine par un caractère analogue à une lettre notant le ton, sauf le ton haut.
Cette écriture prédominante est aujourd'hui largement répandue, pour l'alphabétisation en particulier, dans les camps de réfugiés Karen en Thaïlande ainsi que sur les sites web.
Le Kayah-Li n'a pas d'écriture fixée. Toutefois les missions catholiques ont élaboré une graphie romanisée pour le Western-Kaya et un alphabet original a été élaboré en 1962, qui ne semble utilisé que par le K.N.P.P, l'organisation autonomiste des Karenni.